# Villafranca de los Caballeros
Villafranca de los Caballeros es un municipio y localidad española de la provincia de Toledo, en la comunidad autónoma de Castilla-La Mancha. Cuenta con una población de 4897 habitantes (INE 2024).

## Toponimia
En 1557, le fue reconocido su privilegio de villazgo, durante el reinado de Felipe II. La denominación de «franca» le viene porque al principio de poblarse fue declarada franca (libre de impuestos) por seis años. «de los Caballeros» se uniría a la anterior denominación, a causa de un hecho ocurrido en la Edad Media. «Sucedía que todos los años, se reunían en este lugar el día de San Martín los diputados de las villas y aldeas sanjuanistas para tratar del aprovechamiento de los pastos Comunes del Gran Priorato. En dicha junta contestaban cuando se les decía ... hable ahora el caballero de tal población...», y por albergar aunque solo fuera un día a los asistentes que eran considerados Caballeros se les puso este sobrenombre.

## Geografía

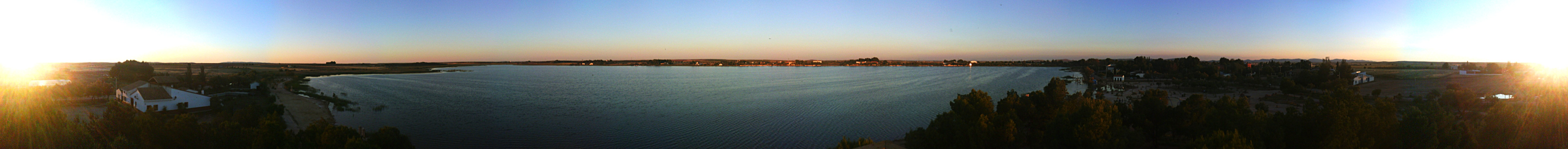
Laguna Grande al atardecer

La localidad se encuentra a 643 m de altitud sobre el nivel del mar. El municipio es atravesado por los ríos Amarguillo, Gigüela y Riánsares. Tiene una extensión total de 106 km² y una población de 5017 habitantes (INE 2017).

## Historia
Los primeros pobladores de Villafranca fueron los íberos y celtíberos, cuestión indiscutiblemente cierta después de haberse llevado a cabo varias excavaciones en el yacimiento del Palomar de Pintado, de los siglos VII y VI a. C. Este yacimiento es el único existente en el interior de la península. Bajo la dominación romana en la ribera del río Amarguillo, vivieron los que quizá puedan llamarse los primeros pobladores, y de hecho existe una villa romana cerca del poblado y la necrópolis ibérica.
Con la invasión de los árabes conviven moros y cristianos en el poblado y sus construcciones se extienden sobre la parte llamada Cruz de Lozano. Al ser conquistada Toledo a los árabes por Alfonso VI en 1085, se recupera Consuegra y Villafranca pasa a depender de ésta, que era sede de los Caballeros de la Orden de San Juan. Los naturales del pueblo tomaron parte, formando mesnada, en la batalla de las Navas de Tolosa (1212) por lo que Alfonso VII les concedió el título de muy leal.

## Demografía
Cuenta con una población de 4897 habitantes (INE 2024).
| Gráfica de evolución demográfica de Villafranca de los Caballeros entre 1842 y 2021                                   |
| |
| Población de derecho según los censos de población del INE. Población de hecho según los censos de población del INE. |

## Economía
Su economía se basa principalmente en la agricultura dedicada en gran parte al cultivo de cereal, vid, olivo y azafrán, turismo en las Lagunas de Villafranca y en la construcción.

## Cultura

### Patrimonio

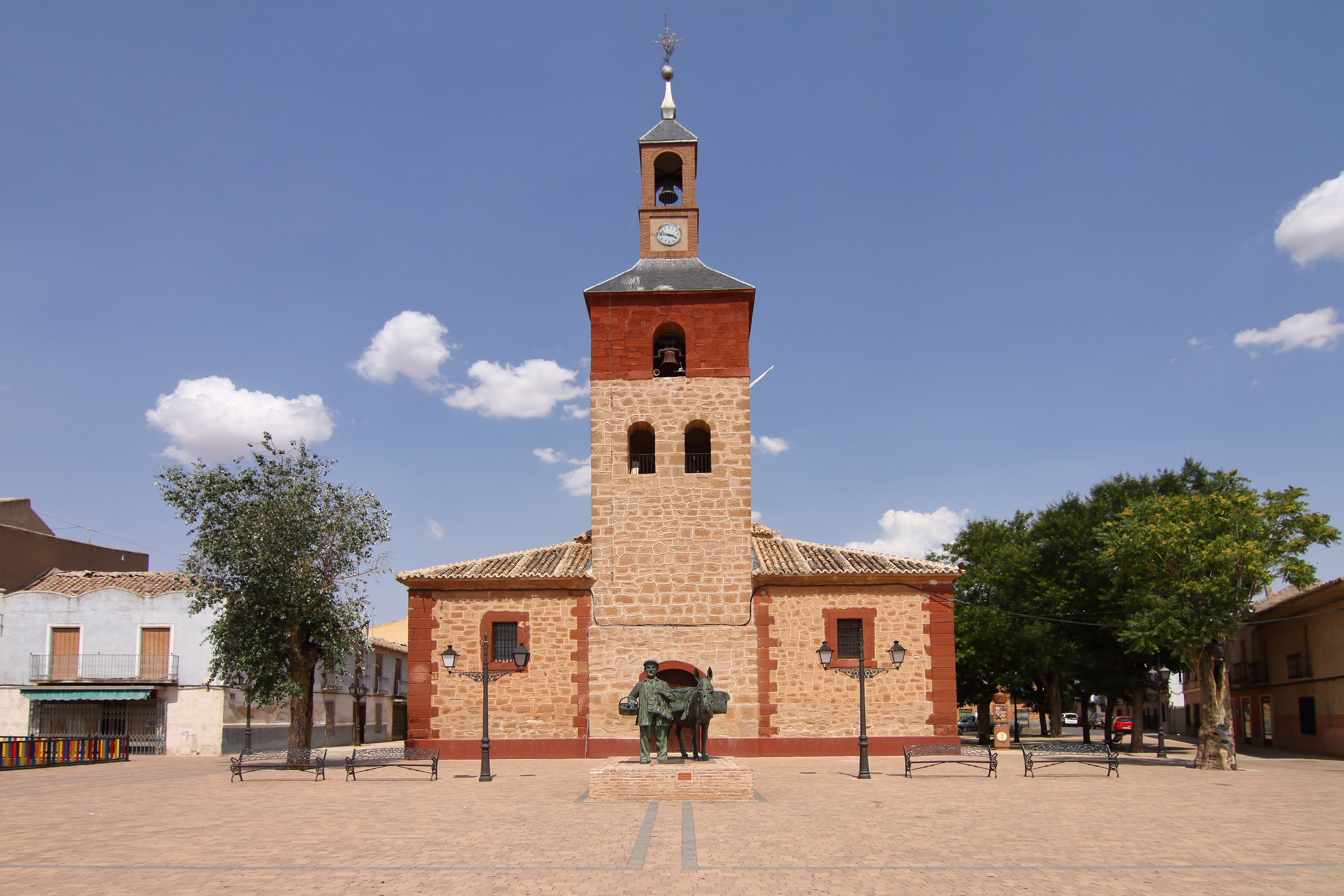
Iglesia de Nuestra Señora de la Asunción

- Iglesia de Nuestra Señora de la AsunciónErmita del Cristo de Santa Ana

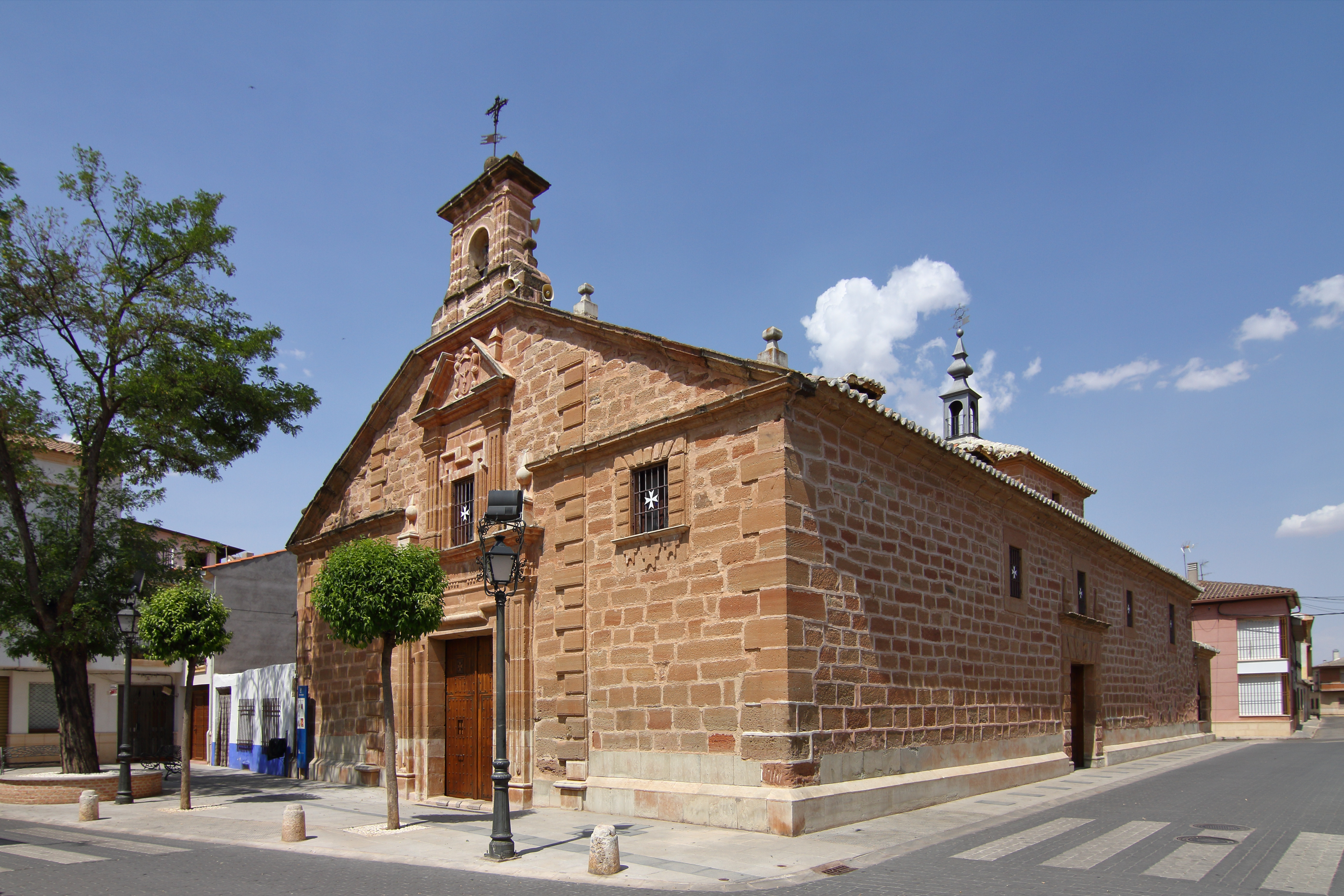
Ermita del Cristo de Santa Ana

- Ermita del Santo Cristo de Santa Ana
- Museo Santísimo Cristo
- Laguna grande y laguna chica
- Casa del Churrupante

### Lagunas Grande y Chica
La Reserva Natural del Complejo Lagunar de Villafranca de los Caballeros presenta dos lagunas: Lagunas Grande y Chica y la Laguna de la Sal.  Son uno de los humedales de mayor importancia ecológica de toda Castilla-La Mancha, refugio de fauna y declarado Reserva de la Biosfera. Ecosistema de origen endorreico y fluvial que se abastece con aportaciones del Acuífero 20 o procedente del río Cigüela. La Laguna Chica presenta una gran riqueza natural, destaca su fauna y su flora. Mientras que la Laguna Grande es una de las lagunas fluviales más grandes de La Mancha, con fines recreativos.
Situación
Ecosistema situado a 2 km al noroeste de Villafranca de los Caballeros, en Toledo. El acceso a la laguna Chica se encuentra restringido debido a la valla de alambre que recorre parte del Monte. No está permitido el acceso a esta laguna con perros o vehículos motorizados.
Extensión
La laguna Grande cubre 72 ha y la laguna Chica cubre 37 ha.
Fecha de declaración
El 20-06-2003, la Lagunas Grande y Chica de Villafranca de los Caballeros fueron declaradas “Reserva Natural de las Lagunas Grande y Chica de Villafranca de los Caballeros”. Fueron protegidas 303 ha. También, las lagunas Grande y Chica fueron declaradas Refugio de Fauna el 13 de diciembre de 2006 con la finalidad de lograr su recuperación y la mejora de su hábitat, así como la protección de las especies faunísticas. El resto de la zona de estudio se encuentra incluido en el coto de caza.
Geomorfología
La zona se sitúa en la depresión del Tajo, concretamente en la llanura manchega, dentro de la Meseta Central. Presenta una depresión estructural no muy profunda, rellena de materiales con fracturas transversales y submeridianas. Clasificamos estas lagunas como: lagunas endorreicas salinas, llanos de inundación y lagunas fluviales. Geológicamente se asientan sobre materiales de edad triásica, paleozoica, triásica y Miocena.
Las lagunas se han formado por procesos tectónicos y por disolución cárstica. Son de aguas permanentes, pero pueden secarse con sucesión de años secos y sin trasvases. Tienen una profundidad de unos 2 m. Gracias a los estudios realizados, la laguna Grande se clasificaría como hipo salina de aguas sulfatadas magnésicas y la laguna Chica como subsalina de aguas sulfatadas cálcico-magnésicas.
Clima
El clima del espacio se adscribe al piso bioclimático meso mediterráneo superior. Con temperatura media de 14,3 °C. La precipitación media anual es de 360 mm, con sequías en verano y lluvias abundantes en noviembre-diciembre.
Flora
En cuanto a la flora y vegetación, destacan las formaciones de praderas subacuáticas de ovas, Chara galloides y Chara hispida.
En la Laguna Chica se distinguen carrizales y espadañales, las formaciones de castañuela, las praderas juncales y las praderas de graminoides vivaces de gama salada.
Destacan también los arbustos caducifolios de ramaje delgado, flexibles, algo caído y con hojas pequeñas.
Fauna
Entre las numerosas aves que pasan grandes temporadas en las lagunas destaca el escribano palustre, especie protegida, y carricerín real. En la Laguna Chica se encuentran especies como el pato colorado, el porrón moñudo, la focha común, la malvasía cabeciblanca, el ánade real y el porrón común.

### Fiestas
- 17 de enero, San Antón
- 20 de enero, San Sebastián
- 3 de febrero, San Blas
- Fiesta de las Ánimas y Carnaval
- 25 de abril, San Marcos
- 15 de mayo, San Isidro
- 10 de julio, San Cristóbal
- 15 de septiembre, Santo Cristo de Santa Ana